# Лісова діброва «Левадки»
Лісова діброва «Левадки» — заповідне урочище, розташоване біля села Левадки Сімферопольського району АР Крим. Створене відповідно до Постанови ВР АРК № 353 від 20 травня 1980 року.

## Загальні відомості
Землекористувачем є ДП «Сімферопольське лісомисливське господарство», Партизанське лісництво, квартал 17, площа 16 гектарів. Урочище являє собою відокремлений лісовий масив на північному схилі внутрішньої гряди Кримських гір, у південно-східній частині села Левадки Сімферопольського району.
Урочище видовжено з півночі на південь на 850 м, із заходу межа урочища примикає до села Левадки зі сходу обмежена ґрунтовою дорогою.
Урочище створено з метою комплексного збереження відокремленого лісового співтовариства з переважанням сосни кримської на північному схилі внутрішньої гряди Кримських гір.